# Sojuz 24
Misja Sojuz 24 (kod wywoławczy Терек - Terek) miała za zadanie połączenie ze stacją Salut 5. Załoga miała zbadać stan atmosfery na stacji i ustalić, czy rzeczywiście obecność toksyn w atmosferze stacji odpowiadała za problemy załogi misji Sojuz 21.

## Załoga

### Podstawowa
- Wiktor Gorbatko (2)
- Jurij Głazkow (1)

### Rezerwowa
- Anatolij Bieriezowoj (1)
- Michaił Lisun (1)

### Druga rezerwowa
- Władimir Kozelski (1)
- Władimir Preobrażenski (1)

## Przebieg misji
Załoga Sojuza 21 miała problemy fizjologiczne i psychologiczne – choć zakładano, że wynikały one głównie z niewykonywania planowych ćwiczeń i irracjonalnej chęci natychmiastowego powrotu na Ziemię. Spekulowano, że problemy te mogły być konsekwencją przedostania się paliwa do części mieszkalnej pojazdu.
Kosmonauci weszli na pokład stacji w maskach tlenowych, ale atmosfera okazała się bezpieczna. W związku z pospiesznym opuszczeniem stacji przez załogę Sojuza 21, konieczne było dokończenie prac niewykonanych przez tamtą załogę – m.in. załadowanie filmu z kamer stacji do kapsuły zwrotnej. Przeprowadzono także obserwacje Ziemi i eksperymenty materiałoznawcze.
Mimo że atmosfera okazała się bezpieczna, załoga przeprowadziła planowany eksperyment polegający na całkowitej wymianie powietrza w stacji – po otwarciu śluzy powietrznej i jednoczesnym uzupełnianiu ubytku ze zbiorników na pokładzie Sojuza. Eksperyment miał udowodnić możliwość wymiany powietrza w wypadku prawdziwego zagrożenia.